# Будинок будується
«Будинок будується» (рос. «Дом строится») — радянський телефільм 1978 року, знятий режисерами Павло Коганом і Петром Мостовим на кіностудії «Ленфільм».

## Сюжет
За мотивами повісті О. Іванова «Будинок будується». В основі сюжету конфлікт, що виник у архітектурному проектному інституті. У фільмі використано музику Сільвіуса Л. Вайса.

## У ролях
- Юрій Клепіков — Микола Васильович Сорокін (озвучив Сергій Шакуров)
- Катерина Васильєва — Галина Олександрівна Пєскова, співробітниця архітектурної майстерні
- Олексій Рессер — Анатолій Борисович Бєляєв, співробітник архітектурної майстерні
- Бруно Фрейндліх — Олексій Степанович, керівник архітектурної майстерні
- Світлана Смирнова — Ліля Бєляєва, донька Анатолія Борисовича, співробітниця архітектурної майстерні
- Ніна Василькова — Маргарита Григорівна, співробітниця архітектурної майстерні
- Лев Золотухін — Володимир Олександрович Гурін, директор проектного інституту
- Василь Корзун — Василь Матвійович, заступник директора проектного інституту
- Богдан Ступка — Олександр Микитович, головний інженер
- Олена Андерегг — співробітниця архітектурної майстерні
- Олександр Анісімов — співробітник архітектурної майстерні
- А. Баранов — епізод
- Віктор Чекмарьов — співробітник проектного інституту, консультант
- Юрій Єлісєєв — Олександр Миколайович, перевіряючий
- Тетяна Іванова — епізод
- К. Кононов — епізод
- А. Логінов — епізод
- Ірина Магуто — епізод
- Володимир Максимов — Гарік
- Альфред Мірек — учасник наради
- Герман Муравйов — виконроб
- Олександр Парра — Прохоров, співробітник проектного інституту
- Михайло Столбов — дядько Мишко
- Марина Юрасова — секретар директора проектного інституту
- Р. Александрова — епізод
- Надія Михайлова — епізод
- Юрій Башков — проектувальник
- Б. Волков — проектувальник
- Станіслав Соколов — проектувальник
- Світлана Кірєєва — епізод
- Д. Образцов — епізод
- Георгій Шафров — епізод
- Олександр Момбелі — співробітник інституту

## Знімальна група
- Режисери — Павло Коган, Петро Мостовий
- Сценарист — Олександр Галін
- Оператор — Костянтин Рижов
- Художник — Володимир Свєтозаров